# Adílson Ferreira de Souza
Adílson Ferreira de Souza, genannt Popo, (* 1. September 1978 in Andradina, Brasilien) ist ein brasilianischer Fußballspieler.

## Karriere
Der 1,78 Meter große Stürmer begann seine Karriere 1996 beim Mogi Mirim EC. Es folgte 1997 eine Station bei den Montevideo Wanderers. In der Saison 1997/98 bestritt er beim SC Salgueiros sechs Ligaspiele. 1999 stand er in Reihen des Club América. In den Jahren 2000 und 2001 wird Bandeirante EC als sein Arbeitgeber angegeben. 2003 spielte er für AE Araçatuba. 2004 soll er ein Ligaspiel ohne persönlichen Torerfolg für Coritiba FC absolviert haben. 2004 steht ebenfalls ein Engagement bei Adap Galo Maringá FC für ihn zu Buche. Es folgten Stationen 2005 bis 2006 bei Busan IPark und 2007 bei Gyeongnam FC in Südkorea. Bei Kashiwa Reysol stand er mindestens in den Jahren 2008 und 2009 unter Vertrag. Im erstgenannten Jahr stehen vier Ligatreffer für ihn zu Buche, während die Statistik 2009 vier erzielte Tore bei 25 Einsätzen in der J1 League für ihn ausweist. Bei Vissel Kōbe traf er in den Jahren 2010 und 2011 insgesamt 16-mal bei 61 Erstligaeinsätzen ins gegnerische Tor. 2012 lief er 21-mal (drei Tore) für Urawa Red Diamonds in Japans höchster Spielklasse auf. 2013 folgten 40 Zweitligaeinsätze und 16 Treffer während einer zweiten Station bei Vissel Kōbe. Von Februar 2014 bis Jahresende absolvierte er für Júbilo Iwata 29 Ligapartien und schoss sechs Tore in der J2 League. Seit Jahresanfang 2015 steht er in Brasilien bei Associação Portuguesa de Desportos unter Vertrag und bestritt bislang (Stand: 16. Februar 2016) neun Ligaspiele. Ein Tor erzielte er nicht.